# 阿部俊子
阿部 俊子（あべ としこ、1959年〈昭和34年〉5月19日 - ）は、日本の政治家、看護師。自由民主党所属の衆議院議員（7期）。文部科学大臣（第31・32代）。
文部科学副大臣（第2次岸田第2次改造内閣）、外務副大臣（第4次安倍第1次改造内閣）、農林水産副大臣（第2次安倍改造内閣・第3次安倍内閣）、外務大臣政務官（第2次安倍内閣）、衆議院外務委員長、自由民主党副幹事長、同国会対策委員会副委員長、日本看護協会副会長、東京医科歯科大学助教授などを歴任。
衆議院議員としての名義は、あべ俊子。

## 来歴
宮城県石巻市出身、現住所は岡山県津山市伏見町。宮城学院中学校・高等学校、宮城学院女子短期大学卒業、栄養士として勤務しつつ准看護師学校在籍。1998年から1999年までアメリカ合衆国アラバマ州立ガズデンコミュニティカレッジで学んだ後、アラバマ州立ジャクソンビル大学に進み1学期在籍した。さらに、アラバマ大学バーミングハム校・同大学院に在籍、イリノイ大学シカゴ校大学院で博士号を取得。東京医科歯科大学助教授、2003年4月から日本看護協会副会長。
2005年に、第21回参議院議員通常選挙で全国比例区から立候補を予定して各地を巡るが、衆議院が郵政解散する。8月に日本看護協会および日本看護連盟から打診され、自由民主党の公募に応ずる。候補者未定は岡山3区と北海道10区で、岡山3区公認候補に選ばれる。9月11日第44回衆議院議員総選挙で、郵政民営化法案の採決で造反し、党の公認を得られず無所属で立候補した元経済産業大臣の平沼赳夫に約4万票差で敗れたが、重複立候補していた比例中国ブロックで復活し、初当選した（惜敗率59.3パーセント）。自民党は対立候補が知名度の高い平沼であることを考慮し、阿部を他の重複立候補者より上位の比例中国ブロック単独1位とする優遇措置を行った。居所は津山市伏見町。

### 衆議院議員
2008年自由民主党総裁選挙では与謝野馨の推薦人となる。2009年8月の第45回衆議院議員総選挙では再び岡山3区から立候補し、平沼95,871票、西村54,595票、阿部52,626票、と前回よりも大きな票差で平沼に惨敗し、民主党公認の西村啓聡にも得票数で後塵を拝した。前回同様の優遇措置により比例復活で再選される。谷垣禎一総裁首班の自民党シャドウ・キャビネットで2010年秋発足時に少子化対策・スポーツ・男女共同参画担当副大臣、2011年秋改造で厚生労働副大臣。

### 自民党政権奪還後
2012年自由民主党総裁選挙で（当初は現職総裁・谷垣推薦人に名を連ねる予定が谷垣出馬断念で）町村信孝を支持し、直後に（同じ岡山選出の逢沢一郎と共に）谷垣による勉強会「有隣会」に参加した。安倍晋三総裁首班のシャドウ・キャビネットで消費者・食品安全、少子化担当大臣。2012年12月の第46回衆議院議員総選挙で三たび岡山3区から立候補して平沼に敗れたが、比例復活で3選される。第44回と第45回の選挙で存在した優遇措置が第46回では無くなった。第185回国会では議事進行係を務めた。
2014年9月3日に第2次安倍改造内閣で農林水産副大臣に就任。2014年12月の第47回衆議院議員総選挙では岡山3区から出馬し再び平沼に敗れたが、比例復活で4選。
2017年5月に麻生派・山東派と合流する新派閥に参加するため佐藤勉が設立した新グループ「天元会」に参加し有隣会を離脱し、新派閥志公会に参加。
2017年9月22日に平沼赳夫が政界引退の意思を固め、自身の後継候補として次男の平沼正二郎を擁立することが報道された。10月6日に自民党は岡山3区での公認候補擁立を見送り、阿部と平沼正二郎をいずれも無所属で出馬させ、当選した方を追加公認することを決定した。党岡山3区支部長の阿部は推薦となった。10月22日に行われた衆院選で平沼正二郎を約3,500票差で破り5選され、自民党の追加公認を得た。
2021年10月31日の第49回衆議院議員総選挙では前回破った平沼に敗れるも比例復活により再選。当選後、平沼は自民党に入党した。
2022年2月25日、佐藤勉、御法川信英、丹羽秀樹と共に、麻生派を退会。
2023年12月14日、自民党5派閥の政治資金パーティーをめぐる裏金問題で、岸田文雄首相は清和政策研究会（安倍派）の閣僚4人と副大臣5人を事実上更迭。阿部は青山周平の後任として、文部科学副大臣に就任した。
2024年9月27日に行われた自民党総裁選挙において加藤勝信の推薦人に名を連ねた。1回目の投票では加藤に投じ、得票数1位の高市早苗と2位の石破茂が進んだ決選投票で石破に投じた。

### 文部科学大臣
同年10月1日、第1次石破内閣で文部科学大臣として初入閣。
2024年10月27日の第50回衆議院議員総選挙では比例九州ブロックに移り、単独1位で立候補して7選されたが、今後も事務所を岡山に残す意向を示している。
11月11日に発足した第2次石破内閣で文部科学大臣に再任。
2025年4月28日に広島県大崎上島町の国際バカロレア認定校、広島県立広島叡智学園中学校・高等学校を視察。

## 人物
- 自身がかつて副会長を務めた日本看護協会系の政治団体、日本看護連盟の支援を受けている。
- 臓器移植法改正案の採決に際しては、B案（臓器提供の年齢制限を現行の15歳以上から12歳以上に引き下げる）の提出者の一人に名を連ねた。
- 座右の銘は、「希望は成功を人に導く」
- 趣味は、読書や旅行、映画鑑賞、音楽鑑賞、温泉

## 批判・不祥事
- 2020年4月22日に阿部俊子の事務所が事務局を務める勉強会が、「Colabo」が運営するバスカフェ「TsubomiCafe」を視察し、事前連絡を大幅に超える人数で訪れて少女にセクシャルハラスメントなどがあった、として謝罪を求められた[31][32]。馳浩議員含む視察に参加した国会議員らは「率直におわび申し上げたい」など謝罪した[33][34]。
- 地元事務所員の70代男性が2022年12月13日に岡山県美咲町のコンビニエンスストア駐車場で、事務所の街宣車を後退させる際に高齢女性にぶつかり軽傷を負わせて立ち去ったとして、岡山県警が道交法違反のひき逃げなどの疑いで任意で事情聴取した。同乗者はなかった[35]。

## 政策
- 憲法改正に賛成[36]。
- 集団的自衛権の行使を禁じた政府の憲法解釈を見直すことに賛成[36]。
- 日本の核武装について検討を始めるべきとしている[36]。
- 原子力規制委員会の新基準を満たした原発は再開すべきとしている[36]。
- 女性宮家の創設に賛成[36]。
- 日本のTPP参加に反対[36]。
- 選択的夫婦別姓制度導入について、「賛成」としている[37]。

## 選挙歴
| 当落 | 選挙                   | 執行日         | 年齢 | 選挙区           | 政党       | 得票数    | 得票率 | 定数 | 得票順位 /候補者数 | 政党内比例順位 /政党当選者数 |
| ---- | ---------------------- | -------------- | ---- | ---------------- | ---------- | --------- | ------ | ---- | ------------------ | ---------------------------- |
| 比当 | 第44回衆議院議員総選挙 | 2005年09月11日 | 46   | 岡山県第3区      | 自由民主党 | 5万9303票 | 29.06% | 1    | 2/4                | 1/5                          |
| 比当 | 第45回衆議院議員総選挙 | 2009年08月30日 | 50   | 岡山県第3区      | 自由民主党 | 5万2626票 | 25.58% | 1    | 3/4                | 1/4                          |
| 比当 | 第46回衆議院議員総選挙 | 2012年12月16日 | 53   | 岡山県第3区      | 自由民主党 | 5万3986票 | 32.77% | 1    | 2/4                | 2/5                          |
| 比当 | 第47回衆議院議員総選挙 | 2014年12月14日 | 55   | 岡山県第3区      | 自由民主党 | 5万7647票 | 38.39% | 1    | 2/3                | 1/5                          |
| 当   | 第48回衆議院議員総選挙 | 2017年10月22日 | 58   | 岡山県第3区      | 無所属     | 5万9488票 | 38.92% | 1    | 1/4                | /                            |
| 比当 | 第49回衆議院議員総選挙 | 2021年10月31日 | 62   | 岡山県第3区      | 自由民主党 | 5万4930票 | 35.52% | 1    | 2/4                | 3/6                          |
| 当   | 第50回衆議院議員総選挙 | 2024年10月27日 | 65   | 比例九州ブロック | 自由民主党 | ーー票    | ーー   | 20   | /                  | 1/7                          |

## 所属団体・議員連盟
- 選択的夫婦別氏制度を早期に実現する議員連盟[37]
- 時代に適した風営法を求める議員連盟（パチンコ議連）
- 自民党たばこ議員連盟[38]
- 神道政治連盟国会議員懇談会[39]
- みんなで靖国神社に参拝する国会議員の会[39]
- 83会
- トラック輸送振興議員連盟
- 自民党国際人材議員連盟
- TPP交渉における国益を守り抜く会